# Occhi d'ombra
Occhi d'ombra è un volume omnibus di narrativa horror dello scrittore americano Fritz Leiber, pubblicata nel maggio 1991 da Arnoldo Mondadori Editore nella collana Omnibus Mondadori. È stato creato appositamente per il mercato italiano dal curatore Giuseppe Lippi, assemblando assieme tutti i contenuti della raccolta Shadows with Eyes (Ballantine Books, 1962), buona parte dei materiali di Neri araldi della notte (1947), Creature del male (1974) e Luce fantasma (1984), singoli racconti di altra provenienza, e il romanzo Nostra signora delle tenebre (1977).

## Struttura
L'opera si presenta come una summa della narrativa macabra di Fritz Leiber, sia nella sua declinazione di "orrore contemporaneo" sia in quella fantascientifica: riunisce infatti in ordine cronologico ventisei racconti originariamente apparsi su riviste, entro raccolte personali o in antologie miscellanee, e afferenti a tutte le fasi della produzione di Leiber, a partire dai suoi esordi di sapore lovecraftiano negli anni Quaranta fino a un testo junghiano di metà anni Ottanta; fra i racconti si inframmezzano un saggio sulla letteratura horror e, soprattutto, una ristampa integrale dell'ultimo romanzo composto dall'autore, Nostra signora delle tenebre. Il titolo del volume traduce quello della raccolta Shadows with Eyes, di cui rappresenta la prima traduzione italiana.

## Contenuti
Si indicano per ogni testo la prima edizione in lingua originale e, in nota, l'antologia da cui è stato prelevato. Con l'eccezione de "Il potere dei fantocci" e "Schizo Jimmie", tutti i racconti erano già stati tradotti in italiano in pubblicazioni precedenti.
- "La pistola automatica" ("The Automatic Pistol"), Weird Tales maggio 1940.[1]
- "Fantasma di fumo" ("Smoke Ghost"), Unknown Worlds ottobre 1941.[1]
- "L'eredità" ("The Inheritance"), originariamente intitolato "L'assassino fantasma" ("The Phantom Slayer"), Weird Tales gennaio 1942.[1]
- "Il potere dei fantocci" ("Power of the Puppets"), Thrilling Mystery gennaio 1942.[2][3]
- "La collina e il buco" ("The Hill and the Hole"), Unknown Worlds agosto 1942.[1]
- "Il cane" ("The Hound"), Weird Tales novembre 1942.[1]
- "I sogni di Albert Moreland" ("The Dreams of Albert Moreland"), The Acolyte primavera 1945.[1]
- "Diario nella neve" ("The Diary in the Snow"), in Neri araldi della notte ( Night's Black Agents), Arkham House, 1947.[1]
- "L'uomo che non divenne mai giovane" ("The Man Who Never Grew Young"), in Neri araldi della notte ( Night's Black Agents), Arkham House, 1947.[1]
- «Balla coi lupi mannari».
- "La ragazza dagli occhi famelici" ("The Girl with the Hungry Eyes"), nell'antologia The Girl with the Hungry Eyes, and Other Stories, Avon Publishing Co., 1949.[4]
- "Esperimento incompleto" ("The Dead Man"), Weird Tales novembre 1950.[2]
- "Prossimamente" ("Coming Attraction"), Galaxy Science Fiction novembre 1950.[5]
- "Un secchio d'aria" ("A Pail of Air"), Galaxy Science Fiction dicembre 1951.[5] [6]
- "Sto cercando Jeff" ("I'm Looking for "Jeff""), Fantastic autunno 1952.[4]
- "Un ufficio pieno di ragazze" ("A Deskful of Girls"), The Magazine of Fantasy & Science Fiction aprile 1958.[2][6] Racconto del ciclo della Guerra del Cambio.
- "Schizo Jimmie" ("Schizo Jimmie"), The Saint Mystery Magazine febbraio 1960.[2][3]
- "Un frammento del mondo delle tenebre" ("A Bit of the Dark World"), Fantastic Stories of Imagination febbraio 1962.[2][4]
- "L'uomo che divenne amico con l'elettricità" ("The Man Who Made Friends with Electricity"), The Magazine of Fantasy & Science Fiction marzo 1962.[2]
- "Mezzanotte nel mondo degli specchi" ("Midnight in the Mirror World"), Fantastic Stories of Imagination ottobre 1964.[4]
- "Quattro spettri nell'Amleto" ("Four Ghosts in Hamlet"), The Magazine of Fantasy and Science Fiction gennaio 1965.[7][6]
- "Per Arkham ad Astra" ("To Arkham and the Stars"), nell'antologia The Dark Brotherhood and Other Pieces, a cura di August Derleth, Arkham House, 1966.[8]
- "Alea iacta est" ("Gonna Roll The Bones"), nell'antologia Dangerous Visions, a cura di Harlan Ellison, Doubleday, 1967.[9][6]
- "Mezzanotte sull'orologio di Morphy" ("Midnight by the Morphy Watch"), in Worlds of If luglio-agosto 1974.[10][6]
- "L'espresso per Belsen" ("Belsen Express"), in Spazio, tempo e altri misteri (The Second Book of Fritz Leiber), DAW Books, DAW Collectors 164, 1975.
- "Ali nere" ("Dark Wings"), nell'antologia Superhorror, a cura di Ramsey Campbell, W. H. Allen, 1976.[10][11]
- "Terrore dal profondo" ("The Terror from the Depths"), nell'antologia The Disciples of Cthulhu, a cura di Edward P. Berglund, DAW Books, DAW Collectors 213, 1976.[10]
- Nostra signora delle tenebre (Our Lady of Darkness), Berkley/Putnam, 1977.
- "La luce fantasma" ("The Ghost Light"), in Luce fantasma (The Ghost Light), Berkley Books, 1984.[11]

## Premi
Tre dei testi presenti nella raccolta sono valsi a Leiber dei prestigiosi riconoscimenti: "Alea iacta est" ("Gonna Roll The Bones") ha vinto sia il Premio Nebula sia il Premio Hugo al miglior racconto nel 1967, "L'espresso per Belsen" ("Belsen Express") ha ricevuto il Premio World Fantasy al miglior racconto nel 1976, e Nostra Signora delle Tenebre (Our Lady of Darkness) il Premio World Fantasy al miglior romanzo nel 1978.

## Edizioni
- Occhi d'Ombra nel Catalogo Vegetti della letteratura fantastica.